# Božena Pacáková-Pasovská
Božena Pacáková-Pasovská (30. srpna 1883 Praha, Rakousko-Uhersko – 21. února 1967 Praha, Československo) působila jako středoškolská profesorka, překladatelka z francouzštiny, angličtiny a italštiny.

## Životopis
Božena Pasovská se narodila 30. srpna 1883 v Praze do rodiny pražského architekta a městského stavitele. Po absolvování základní školy, studovala na vyšší dívčí škole v Praze, pracovala jako úřednice a středoškolská profesorka.
Ve svých překladech se zabývala prózou francouzskou a angloamerickou. Překládala klasické i současné autory. Významnější ohlas měly její první překlady z roku 1919 a 1920 francouzských prozaiků: Henri Barbusse, který románem Jasno reagoval na I. světovou válku a překlad Anatola France Vzpoura andělů. Příběh se odehrává na začátku 20. století v Paříži a autor vytváří satirický pohled na společenskou situaci a řád své doby.

### Francouzské překlady
V letech 1921 a 1922 Božena Pacáková-Pasovská vydala další překlady z francouzštiny. Zabývala se dílem Clauda Farrère a jeho romány z exotických oblastí jako je Istanbul , Saigon a Nagasaki. Přeložila jeho Pohádku na Bosporu a dva svazky románu Bitva z  válečného prostředí. Od G. de Maupassanta, představitele realismu, přeložila „sci-fi“ povídku Upír, od Jeana Richepina historický román César Borgia nebo milostný román Augusta Villiers de l'Isle Adam Příšerný host.
Ve 20. letech přeložila dvě díla Honoré de Balzaca: romantický román psaný formou dopisu Lilie v údolí (1922) a román Dcera Evina (1924). Ten již v roce 1910 přeložila Jaroslava Votrubová-Koutecká.
Další překlady z francouzského jazyka: G. Flaubert: Julien (1922), A. de Musset: Vějíř markýzky de Pompadour a Dvě milenky (1922), A. Dumas st.: Dáma se sametovou páskou (1924), H. Gréville (pseudonym Alice Marie Céleste Durandové): V šíleném trysku (1922), Lásky zlatá nit, Manželství kněžny Ogherové a Dcera Dosiina (1929).

### Anglické překlady
Božena Pacáková-Pasovská se věnovala i překladům americké dobrodružnou literaturu. Lze jmenovat Enose Millse a jeho povídky z americké přírody – Matka medvědice, (1924), western H. G. Ewartse: Blesk (1925), dobrodružnou literaturu idealizující „Západ“ Zane Greye Volání kaňonu (1925) a Na okraji civilizace (1926).
Z anglických autorů přeložila dva romány A. Hopeho (vlastním jménem Anthony Hope Hawkins): Vězeň na Zendě a Rupert z Hentzau (1925), dobrodružné a detektivní příběhy Edgara Wallaceho: Pod žhavým sluncem, Záhadná hraběnka, Záhada rudého kruhu (1927), Hrůzná chvíle (1928), Skvělý Harlow, muž vysoké hry a Dědicové milionů (1929).
Přeložila válečný román britského spisovatele Philipa McDonalda Ztracená patrola (1930), kde autor vycházel z bojů v I. první světové válce. V roce 1934 publikovala překlad Konrada Bercovici – rumunského romanopisce, píšícího mimo jiné také anglicky – Plavci na Volze. Přeložila i povídku Benita Mussoliniho Claudia Particella, kardinálova milenka (1932) doplněnou několika drobnými novelami.
Její tvorba byla charakterizována jazykovou pečlivostí a smyslem pro stylovou jednotu překladu, někdy používala i nářečí.